# Christian Nassif
Christian Nassif (Bangui, 1 januari 1994) is een Centraal-Afrikaans zwemmer. Hij vertegenwoordigde zijn land op de Olympische Zomerspelen 2012 in Londen in het onderdeel 50 meter vrije slag. Hij eindigde op een 55e plaats met een tijd van 28,04 seconden. 

## Belangrijkste resultaten
| Jaar | Olympische Spelen  | WK langebaan        | WK kortebaan |
| ---- | ------------------ | ------------------- | ------------ |
| 2009 |                    | 203e 50m vrije slag |              |
| 2010 |                    |                     |              |
| 2011 |                    | 106e 50m vrije slag |              |
| 2012 | 55e 50m vrije slag |                     |              |